# موريس جاكسون (سياسي)
موريس جاكسون (بالإنجليزية: Morris Jackson)‏ هو سياسي أمريكي، ولد في 1 أبريل 1918، وتوفي في 12 ديسمبر 2004 في كليفلاند في الولايات المتحدة. حزبياً، نشط في الحزب الديمقراطي.